# Erioptera lunicola
Erioptera lunicola är en tvåvingeart som beskrevs av Alexander 1932. Erioptera lunicola ingår i släktet Erioptera och familjen småharkrankar. Inga underarter finns listade i Catalogue of Life.